# Sveriges herrlandslag i handboll i världsmästerskapet 2001
Sverige deltog i Världsmästerskapet i handboll för herrar 2001 som spelades i Frankrike mellan den 23 januari och 4 februari 2001.

## VM-truppen 2001
- Förbundskapten:  Bengt ”Bengan” Johansson

Målvakter
- 1. Tomas Svensson,  FC Barcelona
- 12. Peter Gentzel,  BM Granollers

Utespelare
- 2. Martin Boquist,  Redbergslids IK
- 3. Magnus Wislander,  THW Kiel
- 4. Thomas Sivertsson,  BM Granollers
- 5. Ola Lindgren,  HSG Nordhorn
- 6. Martin Frändesjö,  Montpellier HB
- 7. Mathias Franzén,  Redbergslids IK
- 8. Johan Petersson,  HSG Nordhorn
- 9. Stefan Lövgren,  THW Kiel
- 10. Jonas Ernelind,  THW Kiel
- 11. Christian Ericsson,  TSV Bayer Dormagen
- 13. Michael Pettersson,  IK Sävehof
- 14. Magnus Andersson,  HK Drott
- 15. Ljubomir Vranjes,  BM Granollers